# Distrito de Ntungamo
El distrito de Ntungamo es uno de los varios distritos que subdividen a Uganda políticamente. Su ciudad capital es la ciudad de Ntungamo.

## Geografía
Las fronteras de Ntungamo las componen: el distrito de Kabale en el sur, el distrito de Rukingiri en el oeste, distrito de Bushenyi y el distrito de Mbarara, también tiene fronteras con los estados de Tanzania y Ruanda en el sureste.
Superficie: 2.055,5 km².

## Divisiones Políticas Internas
Este distrito se divide en tres condados, que éstos a su vez se dividen en catorce sub-condados:
Ruhaama:
- Kahunga
- Nyakyera
- Rukoni
- Ruhaama
- Ntungamo T C
- Rweikiniro

Kajara:
- Kibatsi S/C
- Nyabihoko
- Bwongyera
- Ihunga

Rushenyi:
- Kayonza
- Ngoma
- Rugarama
- Rubaare

## Población
Según el censo de 2002 la población era de 398.324 personas. La densidad de población es de 193,8 habitantes por cada kilómetro cuadrado. La esperanza de vida media es de 52 años. Y el promedio de hijos por mujer es de 7.

## Economía e Infraestructura

### Agricultura
La rama principal de comercio es la agricultura, en la cual el 85% de la población trabaja. Sobre todo se cultivan Matooke y habas. El café es el grano más importante. La ganadería predominante está compuesta por ganado vacuno.

### Carreteras, Caminos y Ferrocarriles
El distrito asfaltó dos carreteras principales, que reciben desembocaduras de varios caminos secundarios sin asfaltar. Posee servicio de ferrocarriles.

### Energía
Únicamente cinco de los catorce subcondados en los que se subdivide el distrito de Ntungamo reciben energía eléctrica.
- Datos: Q204642